# Дом Андрея Белого
Дом Андрея Белого — мемориальный музей поэта, расположенный в Кучино — дачном местечке под Москвой, в доме, где Андрей Белый жил и творил с сентября 1925 года по апрель 1931 года. Музей является структурным подразделением краеведческого музея г. Железнодорожного.

## Андрей Белый в Кучино
23 октября 1923 года поэт покинул Германию и вернулся в Россию. Однако вернуться в дом на Арбате, где прошло его детство и юношество, он не мог: родители умерли, и он лишился прав на квартиру.
В марте 1925 года Андрей Белый вместе вместе со своим другом, а затем женой Клавдией Николаевной Васильевой впервые приехали в Кучино, где сначала поселились в одной из комнат бывшего усадебного дома Рябушинских — известных предпринимателей и промышленников, а на лето перебрались в дом Левандовских, у которых снимали комнаты. 
Недалеко от Левандовских жила семья Шиповых, которая приютила Андрея и Клавдию на следующую зиму, отдав им в распоряжение часть своего дома. В этом небольшом двухэтажном деревянном доме постройки 1917 года, Андрей Белый жил и плодотворно работал пять с половиной лет, с сентября 1925 года по апрель 1931, изредка выезжая в столицу, в Ленинград и в Коктебель к Волошину. Поэт называл Кучино «место моего всяческого выздоровления». Здесь им были написаны произведения: роман «Москва», «История становления самосознающей души», «Воспоминания о Рудольфе Штейнере», книга путевых очерков «Ветер с Кавказа», две книги из мемуарной трилогии «На рубеже двух столетий» и «Начало века». Сюда в гости к Андрею Белому приезжали известные писатели и поэты: Борис Пастернак, Георгий Чулков, Ольга Форш, Владимир Лидин, С. М. Соловьев, Тициан Табидзе, Паоло Яшвили и другие.
Хозяйка дома готовила для своих постояльцев завтраки, обеды и ужины, варила варенье и подавала самовар. В свою очередь Белый помогал по хозяйству — носил воду из колодца, колол дрова, расчищал дорожки от снега. 
9 апреля 1931 года поэт с Клавдией. Васильевой уехали из Кучино навсегда. Их путь лежал в Детское Село, к литературоведу Иванову-Разумнику. Спустя три года Андрей Белый умер на руках своей жены от инсульта, полученного вследствие солнечного удара, случившегося с ним в Коктебеле.

## Дом-музей
Местное сообщество заинтересовалось историей пребывания Андрея Белого в Кучино лишь в 1988 году. Тогда краеведами Антониной Николаевной Слепневой, заместителем директора Метеотехникума и Верой Петровной Мачуевой, секретарём городского отделения ВООПИК, были обнаружены факты, связанные с проживанием писателя в городе. Был выявлен дом, в котором проживал поэт, а в 1994 году на нём была размещена мемориальная доска.
В ноябре 2005 года приказом Комитета по культуре Администрации городского округа Железнодорожный был сформирован отдел краеведческого музея г. Железнодорожного «Дом Андрея Белого», посвящённый кучинскому периоду в жизни Андрея Белого, самому плодотворному в его творчестве. С января 2006 года дом-музей начал свою работу. 
Сотрудники музея по крупицам восстанавливали типологическую обстановку дома того времени, собирали предметы быта. В экспозиции музея находятся некоторые личные вещи, документы, письма и рукописи поэта. В холле музея посетителей встречает портретная галерея людей, сыгравших важную роль в жизни Андрея Белого, и которые гостили у него в Кучино. Сотрудники проводят экскурсии: «Кучинский период в жизни Андрея Белого», «Московский чудак», «Андрей Белый и Александр Блок: дружба-вражда» и другие.
В 2015 году недалеко от музея открыли первый в России памятник Андрею Белому, приуроченный к его 135-летнему юбилею.